# Adony
Adony (deutsch Adam) ist eine Stadt im Kreis Dunaújváros innerhalb des Komitats Fejér in Ungarn. Adony war der Verwaltungssitz des ehemaligen Kleingebietes Adony und ist seit 1989 Stadt. Im Jahr 2009 lebten 3.839 Einwohner auf einer Fläche von 61,05 km².
Adony liegt direkt am Westufer der Donau.
Die Autobahn M6 nach Budapest verläuft am westlichen Ortsrand von Adony.
Die wertvollste historische Hinterlassenschaft ist das durch die Donau weitgehend zerstörte, doch wissenschaftlich interessante römischen Grenzkastell Vetus Salina, das als Bodendenkmal jedoch keine oberirdisch sichtbaren Spuren hinterlassen hat. Heute wird die Substanz des um das Kastell entstandene Lagerdorf (Vicus) durch moderne Überbauung stark bedroht.

## Städtepartnerschaften
- Oedelsheim, Deutschland, seit 1995
- Szczekociny, Polen
- Cehu Silvaniei, Rumänien